# Trần Thánh Tông
 (novembre 2016).
Si vous disposez d'ouvrages ou d'articles de référence ou si vous connaissez des sites web de qualité traitant du thème abordé ici, merci de compléter l'article en donnant les références utiles à sa vérifiabilité et en les liant à la section « Notes et références ».
Trần Thánh Tông, né Trần Hoảng en 1240 et mort en 1290, est l'empereur du Đại Việt (ancêtre du Viêt Nam) de 1258 à 1279 et le deuxième représentant de la dynastie Trần.

## Biographie

### Arrivée sur le trône
Trần Thánh Tông est fils aîné du roi Trần Thái Tông (1218-1277), il s'appelle de son vrai nom Trần Hoảng. Il monte sur le trône en 1258.

### Gouvernance
Trần Thánh Tông gouverne de façon avisé, choisissant ses ministres et fonctionnaires en fonction de leurs valeurs plutôt que de leur origine. Il mène à bien des réformes sociales : tous les membres de la famille royale doivent embaucher des indigents pour leur faire cultiver leurs domaines, ce qui donne l'exemple à la bourgeoisie riche.

### La menace mongole
Il doit faire face à la menace des Yuan, dynastie mongole qui règne en Chine. Il lui faut se soumettre à un tribut, envoyer des savants, des devins et des artisans en Chine, et accepter la présence d'un Haut Censeur, chargé d'espionner le pays en vue d'une invasion chinoise. Trần Thánh Tông augmente cependant ses défenses et mobilise discrètement des troupes. Par ailleurs il confie à son frère Tran Ich Tac la charge de fonder de nouvelles écoles, dont l'une est dirigée par le poète Mac Dinh Chi. À la même époque, entre 1142 et 1272, le gagnant de l'examen national, Le Van Huu, est chargé de compiler le Dai Viêt su ky, une histoire du Dai Viêt.

### Un stratège
En 1266, Trần Thánh Tông demande à Kubilai Khan de réviser les conditions du tribut, ne pouvant plus lui envoyer ni intellectuels ni artisans. Celui-ci accepte, à condition que Tran viennent lui rendre hommage à Pékin, lui livre des otages parmi la famille royale et soumettent les vietnamiens à l'impôt et au service militaire. Pour gagner du temps, Trần Thánh Tông lui répond que sa santé ne lui permet pas de se déplacer. Le grand Khan lui demande alors qu'on lui remette la célèbre colonne de bronze de Ma Yuan, mais Trần Thánh Tông répond aux émissaires chinois que le monument a été perdu. En 1275, Trần Thánh Tông fait savoir aux Mongols qu'il refuse désormais la présence du Haut Censeur, et demande que son titre soit changé en Haut Conseiller. Kubilai menace d'intervenir militairement, mais Trần est alors en mesure de résister. 

### Retrait du pouvoir et succession
Quand en 1277 le Haut roi Trần Thái Tông décède, Trần Thánh Tông abdique en faveur de son fils Trần Nhân Tông (1279), tout en continuant à participer au pouvoir.

## Liste des Trần
- 1225-1258 : Trần Thái Tông († 1290) ; fondateur de la dynastie Trần qui succède à la dynastie Ly
- 1258-1278 : Trần Thánh Tông, son fils ; 2e empereur Trần
- 1278-1293 : Trần Nhân Tông, son fils, déposé ; 3e empereur
- 1293-1314 : Trần Anh Tông, son fils, abdique ; 4e empereur
- 1314-1329 : Trần Minh Tông, son fils, abdique ; 5e empereur
- 1329-1341 : Trần Hiến Tông, son fils ; 6e empereur
- 1341-1369 : Trần Dụ Tông, fils de Trần Minh Tông ; 7e empereur
- 1369-1370 : Duong Nhât Lê, (usurpateur) ; 8e empereur
- 1370-1372 : Trần Nghệ Tông, fils de Trần Minh Tông, abdique et meurt en 1394 ; 9e empereur
- 1372-1377 : Trần Duệ Tông, son frère ; 10e empereur
- 1377-1388 : Trần Phế Đế, son fils, abdique ; 11e empereur
- 1388-1398 : Trần Thuận Tông, fils de Nghê Tông, abdique ; 12e empereur
- 1398-1400 : Trần Thiếu Đế son fils, abdique ; 13e empereur

## Sources
- A History of Vietnam, Oscar Chapuis, Greenwood Publishing Group, 1995,  (ISBN 0313296227 et 9780313296222)